# Lintukiimanvuori
Lintukiimanvuori este o arie protejată (arie specială de conservare — SAC, sit de importanță comunitară — SCI) din Finlanda întinsă pe o suprafață de 42 ha, integral pe uscat.

## Localizare
Centrul sitului Lintukiimanvuori este situat la coordonatele 60°26′04″N 23°53′59″E / 60.4344°N 23.8997°E.

## Înființare
Situl Lintukiimanvuori a fost declarat sit de importanță comunitară în august 1998 pentru a proteja 1 specie de animale. Situl a fost protejat și ca arie specială de conservare în aprilie 2015.

## Biodiversitate
Situată în ecoregiunea boreală, aria protejată conține 3 habitate naturale: Păduri fino-scandinave bogate în ierburi cu Picea abies, Pante stâncoase silicioase cu vegetație casmofită, Taiga vestică.
La baza desemnării sitului se află o specie protejată de  mamifere: veveriță zburătoare siberiană (Pteromys volans).
Pe lângă speciile protejate, pe teritoriul sitului au mai fost identificate 1 specie de plante.